# Kadua raiateensis
Kadua raiateensis är en måreväxtart som beskrevs av John William Moore. Kadua raiateensis ingår i släktet Kadua och familjen måreväxter. Inga underarter finns listade i Catalogue of Life.